# Хуже некуда
«Хуже некуда» (англ. Under the Frog) — дебютный роман английского писателя Тибора Фишера, имеющего венгерское происхождение. Роман был опубликован в 1992 году.
Действие романа, написанного в стиле чёрного юмора, происходит в Венгрии в промежутке между концом Второй Мировой войны и Венгерским восстанием 1956 года. Действующими лицами романа являются молодые участники баскетбольной команды Дьюри, Патаки и их родные и друзья. Молодые ребята мечтают какими-либо способами избежать бессмысленной работы на фабрике, выезжают на все выступления нагишом (даже если приходится ехать общественным транспортом). Книга пародирует «достижения социализма», когда вся страна вынуждена жить по новым правилам, не имеющим смысла для её жителей.
Оригинальное название (дословно «Под лягушкой») взято из венгерской поговорки «Под лягушачьей задницей на дне угольной шахты» (венг. A béka segge alatt), подразумевающей наихудшее положение дел.
Книга получила Премию Бетти Траск в 1992 году и стала первым дебютным романом, попавшим в короткий список Букеровской премии. Высоко оценила книгу и международная критика, поставив её в контекст новой молодой английской литературы, написанной авторами инокультурного происхождения (например, Ханифом Курейши).